# رابرت گریوز
رابرت وان رانک گریوز (انگلیسی: Robert von Ranke Graves؛ زاده ۲۴ ژوئیهٔ ۱۸۹۵ – درگذشته ۷ دسامبر ۱۹۸۵) یک شاعر، نویسنده و منتقد ادبی اهل بریتانیا بود.
گریوز در طول زندگی خود بیش از 140 اثر تولید کرد. اشعار او، ترجمه‌ها و تحلیل‌های بدیع او از اسطوره‌های یونانی، خاطرات او از زندگی اولیه‌اش - از جمله نقش او در جنگ جهانی اول - خداحافظ همه چیز، و مطالعهٔ نظری او در مورد الهامات شاعرانه "الههٔ سفید" هرگز چاپشان متوقف نشده است. او همچنین یک نویسنده مشهور داستان کوتاه است و داستان‌هایی از او مانند «مجتمع» همچنان محبوبیت دارد.
او امرار معاش خود را از نوشتن کسب می کرد، به ویژه رمان های تاریخی محبوبی مانند من، کلودیوس؛ پادشاه عیسی؛ پشم طلایی؛ و کنت بلیزاریوس. او همچنین مترجم برجسته متون کلاسیک لاتین و یونان باستان بود. نسخه های او از دوازده سزار و خر طلایی به دلیل وضوح و سبک سرگرم کننده محبوب هستند. گریوز در سال 1934 جایزه یادبود جیمز تایت بلک را برای منم کلودیوس و خدایگان کلودیوس دریافت کرد.